# 6500 Kodaira
6500 Kodaira (1993 ET) là một tiểu hành tinh bay qua Sao Hỏa được phát hiện ngày 15 tháng 3 năm 1993 bởi K. Endate ở Kitami.